# Tom Clancy's Splinter Cell: Double Agent

Tom Clancy's Splinter Cell: Double Agent é um jogo eletrônico de ação-aventura furtivo desenvolvido pela Ubisoft Milan e publicado pela Microsoft Game Studios e Ubisoft. O jogo foi lançado originalmente como um exclusivo temporário do Xbox e Xbox 360, em 17 de Outubro de 2006.  
A série, aprovado pelo autor americano Tom Clancy, conta a história do personagem Sam Fisher, um agente empregado por uma divisão black-ops da Agência de Segurança Nacional (NSA), apelidada de Third Echelon. Double Agent foi lançado posteriormente pela Ubisoft para as plataformas Microsoft Windows, GameCube, Wii, PlayStation 2, Xbox One e Xbox Series X|S. 
As versões para Wii e do Microsoft Windows foram lançadas em novembro de 2006. A versão PlayStation 3 foi lançada em março de 2007. Originalmente, o lançamento do jogo foi definido para Março de 2006, mas Ubisoft mudou a data de lançamento para outubro de 2006, a fim de ter mais tempo de desenvolvimento. Ubisoft apos obter seus resultados fiscais trimestrais de Q1 2006 anunciou que Double Agent foi adiantado pelo menos um mês, a fim de impulsionar 2006 Lucro Q3. 
Existem duas versões separadas de Double Agent. Uma versão foi feita pela Ubisoft Shanghai, que desenvolveu Tom Clancy Splinter: Pandora Tomorrow e foi lançado no Xbox 360, Microsoft Windows e PlayStation 3. A outra versão foi feita pela Ubisoft Montreal (Tom Clancy's Splinter Cell e Tom Clancy's Splinter Cell: Chaos Theory) e foi lançado para o Xbox, PlayStation 2, Nintendo GameCube e Wii. A versão Ubisoft Shanghai possui um motor totalmente personalizado enquanto a versão Ubisoft Montreal joga mais como os jogos Splinter Cell clássicos. Os jogos compartilham a mesma trama geral, mas apresentam diferentes histórias, reviravoltas na história e níveis. Eles, no entanto, compartilham a mesma música de fundo, algumas cenas cortadas e todas as vozes originais. A versão para celulares foi desenvolvido pela Gameloft.

## Trama
"Meu nome é Sam Fisher, eu costumava ser um héroi, agora sou um homem procurado; Eu costumava caçar terroristas, agora eu sou um; Eu costumava seguir ordens, agora eu as descumpro; Eu me tornei um agente duplo".
A história se passa no ano de 2007; A missão se passa na Islândia, onde um companheiro de Fisher é morto em ação. Ao terminar a missão, Sam recebe a notícia de Lambert de que sua filha, Sarah, morreu em um acidente automobilístico. Depois disso, alguns anos se passam e Sam já se encontra relativamente estável emocionalmente e em uma missão para a NSA, onde as regras eram que Sam faria assaltos pela cidade para poder sujar a sua ficha civil, facilitando que o mesmo seja preso em uma penitenciária onde se encontrava o líder de um grupo terrorista. Sam então deveria se tornar próximo desse líder terrorista, até que fosse convidado para entrar no grupo.
Durante a campanha, o jogador deverá tomar algumas decisões que impactam em uma balança onde em um extremo está a NSA e no outro o grupo terrorista. Essas decisões influenciam no final do jogo.